# Tom Tupa
 (Cleveland, 6 febbraio 1966) è un ex giocatore di football americano statunitense che ha giocato nel ruolo di punter e quarterback per diciotto stagioni nella National Football League (NFL).

## Carriera professionistica
Tupa fu scelto nel terzo giro del Draft NFL 1988 dai Phoenix Cardinals e nella sua stagione da rookie giocò solo come quarterback.  Passò agli Indianapolis Colts nel 1992, giocando come quarterback di riserva dietro a Jack Trudeau e Jeff George. Quella fu l'ultima stagione in cui fu utilizzato come passatore, divenendo in seguito un punter a tempo pieno. In seguito giocò per Cleveland Browns, New England Patriots, con i quali raggiunse il Super Bowl nel 1996 perdendo contro i Green Bay Packers, e New York Jets, squadra con cui fu convocato per il suo primo Pro Bowl.
Nel 2002 passò ai Tampa Bay Buccaneers e fu il punter della squadra che vinse il Super Bowl XXXVII contro gli Oakland Raiders. Dopo un'altra stagione passò ai Washington Redskins con cui concluse la carriera nel 2005.
Tupa segnò la prima conversione da due punti della storia della NFL, correndo dopo aver fintato un tentativo di extra point per i Browns in una gara contro i Cincinnati Bengals nella prima settimana della stagione 1994. Quella stagione segnò un totale di 3 conversioni da due punti, guadagnandosi l'appellativo di "Two Point Tupa."

## Palmarès

### Franchigia
- Super Bowl : 1

Tampa Bay Buccaneers: XXXVII
- American Football Conference Championship: 1

New England Patriots: 1996
- National Football Conference Championship: 1

Tampa Bay Buccaneers: 2002

### Individuale
- Pro Bowl (1999)
- All-Pro (1999)
- Formazione ideale dei Patriots degli anni '90

## Statistiche
| Punt calciati | 873    |
| Yard su punt  | 37.862 |
| Media         | 43,4   |